# DB Regio Stuttgart
Die DB Regio Stuttgart GmbH (bis 2016 Abellio Rail Südwest; 2016–2022 Abellio Rail Baden-Württemberg, kurz ABRB; 2022–2025 SWEG Bahn Stuttgart GmbH, kurz SBS), ist ein Eisenbahnverkehrsunternehmen im Schienenpersonennahverkehr mit Sitz in Stuttgart.
Die Gesellschaft wurde unter dem Dach der Abellio GmbH gegründet, betreibt seit 2019 mehrere Linien im Schienenpersonennahverkehr in Baden-Württemberg, war von 2022 bis 2025 im Eigentum der SWEG Südwestdeutsche Landesverkehrs-GmbH und ist seit August 2025 im Besitz der DB Regio. Sie betreibt in Pforzheim ein Bahnbetriebswerk.

## Geschichte
Die unter dem Namen Abellio Rail Südwest GmbH Ende August 2014 entstandene Gesellschaft, welche aus der Ursprungsgesellschaft NedBahnen Deutschland GmbH entstanden ist, gewann Ende 2015 die Ausschreibung der Nahverkehrsleistungen des Loses 1 „Neckartal“ der Stuttgarter Netze, welche sie ab Juni 2019 und in weiteren Übernahmestufen ab Dezember 2019 und Juni 2020 betreiben sollte. Am 26. September 2016 verlegte das Unternehmen seinen Sitz nach Stuttgart und benannte sich in Abellio Rail Baden-Württemberg GmbH um.
Leitender Geschäftsführer war zunächst Andreas Moschinski, ehemaliger Vorsitzender der Regionalleitung Baden-Württemberg, der DB Regio; ihm folgte im Februar 2018 Roman Müller, der zuvor bei Abellio Rail Mitteldeutschland Geschäftsführer war. Zum 2. September 2019 übernahm Rolf Schafferath den Vorsitz der Geschäftsführung der ABRB. Zusätzlich wurde Schafferath Mitte 2020 Mitglied der Geschäftsführung der Muttergesellschaft.
Das Unternehmen hatte 2021 einen Marktanteil von etwa 10 Prozent am Schienenpersonennahverkehr in Baden-Württemberg.
Nachdem durch die Verzögerungen bei der Aufnahme des Betriebs und durch coronabedingte Einnahmeausfälle finanzielle Schwierigkeiten eingetreten waren, begaben sich ABRB wie auch Abellio Deutschland im Juni 2021 in ein Schutzschirmverfahren, mit dem im Rahmen des Insolvenzrechts eine Sanierung ermöglicht wird. Der Mutterkonzern von Abellio, die Niederländische Staatsbahn, war nicht mehr bereit, Verluste aus dem Deutschlandgeschäft zu tragen. Davon waren auch weitere regionale Abellio-Bahngesellschaften, so in NRW, betroffen, weshalb auf Ebene der Bundesländer Lösungen für den Weiterbetrieb des Schienenverkehrs entwickelt wurden, wobei die Länder zugleich im Insolvenzverfahren Schadenersatzansprüche aufgrund der Nichterfüllung der Verkehrsverträge anmeldeten. Um den Weiterbetrieb der Verkehrsleistungen in Baden-Württemberg zu sichern, wurde das Unternehmen am 1. Januar 2022 durch die SWEG Südwestdeutsche Landesverkehrs-GmbH übernommen und dafür mit einem neuen, kostendeckenden Verkehrsvertrag ausgestattet. Die SWEG zahlte dafür etwas über fünf Millionen Euro und bekam dafür auch die Betriebswerkstatt in Pforzheim. Am 18. Februar 2022 wurde der Name des Unternehmens im Handelsregister in SWEG Bahn Stuttgart GmbH geändert. Die SWEG Bahn Stuttgart hatte die Rechte, den Markennamen Abellio noch bis zur Jahresmitte 2022 zu nutzen. Des Weiteren wurden die SWEG-Chefs Tobias Harms sowie Thilo Grabo als neue Geschäftsführer bestellt.
Bei der SBS besteht ein Tarifvertrag mit der Gewerkschaft Deutscher Lokomotivführer (GDL), während für die Muttergesellschaft SWEG ein Tarifvertrag mit der Gewerkschaft ver.di gilt. Die GDL strebte an, für den Gesamtkonzern einen Tarifvertrag auszuhandeln (Tarifeinheit), was von ver.di und der Geschäftsleitung abgelehnt wurde.
Daher rief die GDL im September und Oktober 2022 die Beschäftigten im gesamten Konzern zu Streiks auf, was auf den Strecken der SBS zu erheblichen Zugausfällen führte. Im April 2023 einigten sich SWEG und GDL nach einer Schlichtung.
Aufgrund der Streiks wollte sich der Mutterkonzern SWEG ursprünglich nicht mehr am Mitte 2024 anstehenden Vergabeverfahren der SBS-Verkehrsleistungen beteiligen, jedoch wurde im Februar 2024 eine Kehrtwende bekannt, da sich abzeichne, dass sich sonst niemand auf die Strecke bewerbe.
Nach einer Ausschreibung des Ministeriums für Verkehr Baden-Württemberg wurde die SWEG Bahn Stuttgart als Teil des Netz 35c – Nordbaden-Oberschwaben zum 1. August 2025 an DB Regio verkauft, die das Unternehmen in DB Regio Stuttgart umbenannte.

## Fahrzeuge

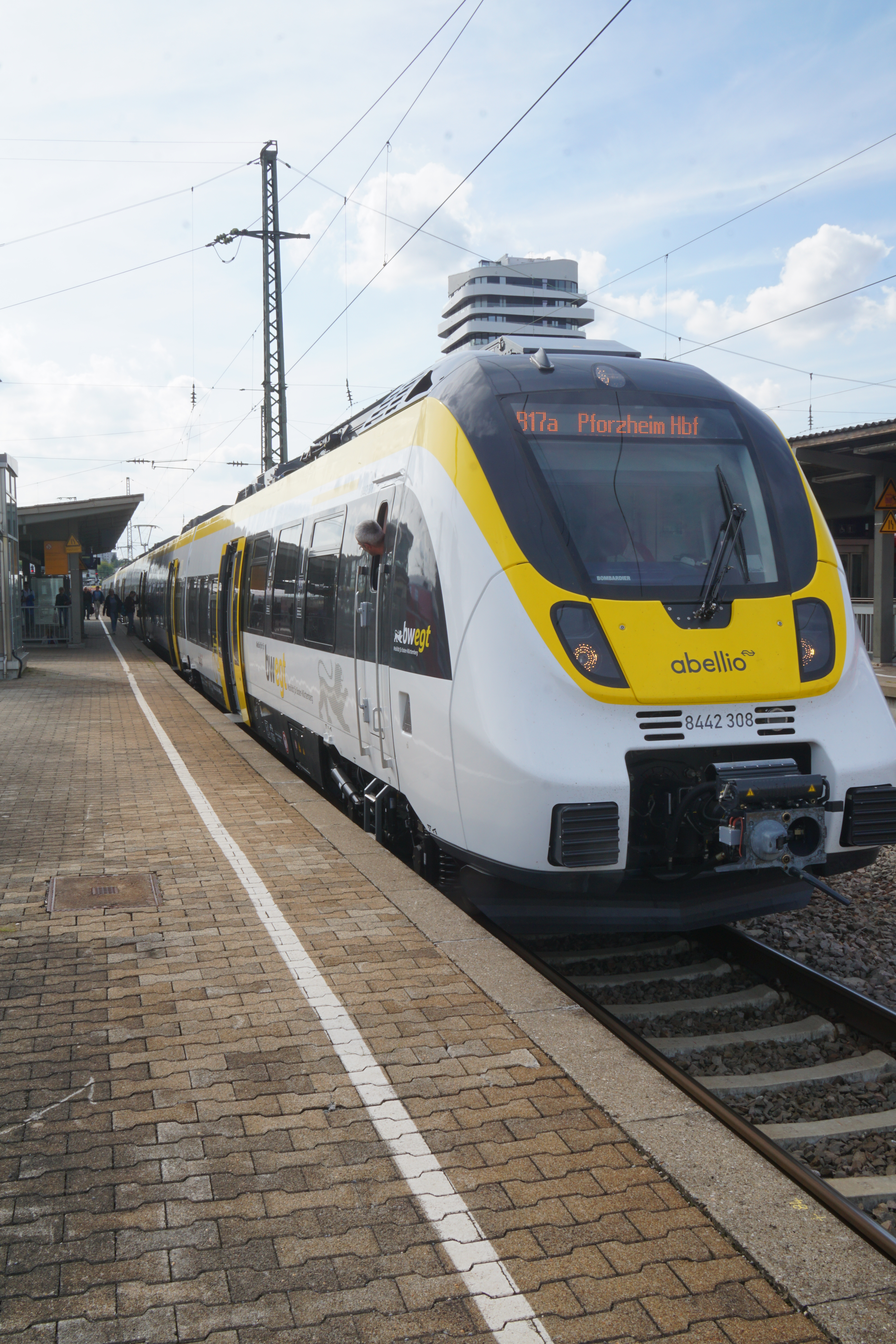
Ein Talent-2-Triebzug in Bietigheim-Bissingen

Das Unternehmen besitzt 26 drei- und 26 fünfteilige Elektrotriebwagen vom Typ Bombardier Talent 2. Deren Software wurde aktualisiert und entspricht dadurch einem Talent 3. Die Fahrzeuge wurden in mehreren Phasen beschafft. Mitte 2016 bestellte das Unternehmen bei Bombardier Transportation zunächst 24 drei- und 19 fünfteilige Talent-2-Triebzüge. Im April 2017 wurde die Bestellung um zwei drei- und drei fünfteilige Triebzüge erhöht. Anfang April 2018 erfolgte eine weitere Aufstockung um vier fünfteilige Züge. Die Triebwagen wurden entsprechend dem BW-Modell an die Landesanstalt Schienenfahrzeuge Baden-Württemberg verkauft und von dieser zurückgeleast. Sie wurden im bwegt-Landesdesign der Nahverkehrsgesellschaft Baden-Württemberg gestaltet und mit Steckdosen, Handyverstärkern sowie einem durch Fahrgäste über WLAN nutzbaren Internetzugang ausgestattet.
Im Februar 2019 wurde bekannt, dass sich die Auslieferung der bestellten Züge seitens des Herstellers Bombardier verzögern wird. Am 30. April 2019 teilte Bombardier mit, maximal 2 der 16 geplanten Fahrzeuge pünktlich zur Inbetriebnahme bereitstellen zu können. Abellio mietete daher kurzfristig 9 Fahrzeuge von DB Regio an. Weitere Fahrzeuge wurden bei der Albtal-Verkehrs-Gesellschaft sowie agilis angemietet.
Bis Anfang August 2019 sollten 15 fünfteilige Triebzüge zur Verfügung stehen, bis zum Start der 2. Betriebsstufe im Dezember 2019 wollte Bombardier die verbliebenen Fünfteiler sowie 18 der benötigten 25 Dreiteiler an Abellio übergeben. Da Bombardier seine Zusagen erneut nicht einhielt, konnte erst zum September 2019 der Großteil der Ersatzfahrzeuge durch 10 Talent 2 ersetzt werden. Auch bei Inbetriebnahme der zweiten Stufe im Dezember 2019 wurden Ersatzfahrzeuge benötigt. Auch bei Aufnahme der 3. Betriebsstufe im Juni 2020 und einem Software-Update der dreiteiligen Züge im Frühjahr 2021 musste Abellio Ersatzzüge mieten, u. a. Lok-Wagen-Garnituren von Wedler Franz Logistik und TRI Train Rental. Seit Dezember 2021 stehen alle bestellten Triebfahrzeuge zur Verfügung.
Aufgrund von Softwaretests an drei Triebzügen durch den Hersteller Alstom wurden im Februar und März 2022 für eine Dauer von drei Wochen zwei von der Weser Ems Eisenbahn geliehene Garnituren mit n-Wagen als Ersatzzüge eingesetzt.
Von April bis Juni 2022 wurde der Markenname Abellio außen an den Zügen durch das SWEG-Logo ersetzt. Bei der Europäischen Eisenbahnagentur wurde die Fahrzeughalterkennzeichnung ABRBW storniert und durch LAEND ersetzt.
Ein Talent-2-Triebzug wurde am 16. März 2022 bei einem Zusammenstoß mit einem Sattelschlepper an einem Bahnübergang bei Lauffen (Neckar) erheblich beschädigt. Im Mai und Juni 2022 wurden aufgrund dieses Schadens für eine Dauer von sechs Wochen zwei Verstärkerzüge durch Züge aus Doppelstockwagen von Wedler Franz Logistik ersetzt. Für den Zeitraum zwischen Juli 2022 und Juni 2023 beauftragte die SWEG Bahn Stuttgart die Wedler Franz Logistik, für einen Ersatzverkehr von einem Tagesumlauf, der durch einen Fahrzeugmangel wegen Gewährleistungsarbeiten des Herstellers an den Bestandsfahrzeugen notwendig wurde.
Da der Fahrzeughersteller Alstom (ehemals Bombardier) im Zuge von Softwaretests zwei Fahrzeuge der Bestandflotte aus dem regulären Fahrgastbetrieb nahm, stellte er der SWEG Bahn Stuttgart ersatzweise vom 6. Februar an, drei Übergangsfahrzeuge des Typs Talent 3, welche ursprünglich nach Österreich geliefert werden sollten, zur Verfügung. Eingesetzt werden die sechsteiligen Fahrzeuge in weiß-schwarz-roter Farbgebung auf dem RE 10 zwischen Heilbronn und Mannheim.

## Betrieb
Die damalige Abellio Rail Baden-Württemberg GmbH übernahm ab Juni 2019 in mehreren Stufen die folgenden Regional-Express- und Regionalbahn-Linien (Metropolexpress) im Stuttgarter Netz, welche zuvor von DB Regio Baden-Württemberg betrieben wurden:
| Netz         | Linie   | Zuglauf | Vertragslaufzeit      | Taktung         |
| ------------ | ------- | --- | --------------------- | --------------- |
| 1a Neckartal | MEX 17a | (Stuttgart –) Bietigheim-Bissingen – Mühlacker – Pforzheim (– Bad Wildbad / Karlsruhe)                     | Jun. 2019 – Dez. 2032 | Halbstundentakt |
| 1a Neckartal | RE 71   | Mühlacker – Bretten – Bruchsal – Heidelberg                                                                | Jun. 2019 – Dez. 2032 | Zweistundentakt |
| 1a Neckartal | MEX 17c | (Stuttgart) – Bietigheim-Bissingen – Mühlacker – Bretten – Bruchsal                                        | Jun. 2019 – Dez. 2032 | Stundentakt     |
| 1a Neckartal | MEX 18  | Tübingen – Reutlingen – Plochingen – Stuttgart – Bietigheim-Bissingen – Heilbronn – Möckmühl – Osterburken | Dez. 2019 – Dez. 2032 | Stundentakt     |
| 1a Neckartal | MEX 12  | Tübingen – Reutlingen – Plochingen – Stuttgart – Bietigheim-Bissingen – Heilbronn (– Mosbach)              | Dez. 2019 – Dez. 2032 | Stundentakt     |
| 1a Neckartal | RE 10a  | Heilbronn – Mosbach – Eberbach – Heidelberg – Mannheim                                                     | Dez. 2019 – Dez. 2032 | Zweistundentakt |
| 1a Neckartal | RE 10b  | Heilbronn – Sinsheim – Meckesheim – Heidelberg – Mannheim                                                  | Dez. 2019 – Dez. 2032 | Zweistundentakt |
| 1a Neckartal | RE 6    | Stuttgart – Reutlingen – Tübingen                                                                          | Jun. 2020 – Dez. 2032 | Zweistundentakt |

Westlich des Pforzheimer Hauptbahnhofs erfolgte im Oktober 2018 der Spatenstich für ein Betriebswerk mit Abstellung. Das Land Baden-Württemberg gab dafür einen Zuschuss von 10 Millionen Euro. Ursprünglich war die Inbetriebnahme im Frühjahr 2019 geplant, die Fertigstellung verzögerte sich jedoch bis Anfang 2020.
Zum Zeitpunkt der Betriebsaufnahme waren an vielen Haltestellen keine Fahrkartenautomaten vorhanden, da die Deutsche Bahn ihre Automaten demontiert hatte. Abellio nahm neue Fahrscheinautomaten in Betrieb, an denen jedoch keine Fahrscheine des Fernverkehrs der Deutschen Bahn verfügbar sind.